# Relationslogik
Relationslogik är en gren av den formella logiken där studier av relationer betraktas extensionellt. Den kan jämföras med klasslogik, men studerar operationer och egenskaper. Relationell logik är logik med regelsystem för att logiskt hantera relationer mellan ord och begrepp. Sådana relationer är till exempel likheter med avseende på någon aspekt, rangordning inbördes, klasstillhörighet mm. Den relationella logiken har framför utvecklats och fått sin tillämpning inom AI-forskningen.
En relation är ett förhållande mellan två eller flera individer. Relationer ”mindre än” som råder mellan två individer kallas tvåställig; en relation såsom ”ligger emellan” råder mellan tre individer och kallas treställig och så vidare.
Redan av språkreglerna framgår , att om Per är mindre än Pål, så är Pål större än Per. Likaså: om Tranås ligger mellan Nässjö och Mjölby, så ligger inte Mjölby mellan Tranås och Nässjö.
Relationslogiken kan vara till hjälp i fall som inte är lika intuitivt klara, t. ex. vid komplicerade släktskapsförhållanden och matematisk-naturvetenskapliga samband.